# Namorita
Namorita es una superheroína ficticia que aparece en los cómics estadounidenses publicados por Marvel Comics. Ella es un clon mutante de su madre, Namora, y miembro de los Nuevos Guerreros. Fue asesinada en la explosión en Stamford que comenzó la Guerra Civil de Superhéroes. Más tarde fue restaurada a la vida.

## Historia de publicación
Namorita apareció por primera vez en Sub-Mariner #50 (junio de 1972), creada por Bill Everett. Ella sirvió principalmente como un personaje secundario para Namor hasta que fue elegida como miembro fundadora de los Nuevos Guerreros en 1989. Ella jugó un papel destacado en los tres primeros volúmenes del libro del equipo, y ha aparecido varias veces en los cómics en solitario de su compañero de equipo de los Guerreros e interés a veces romántico Nova.

## Biografía del personaje ficticio

### Nacimiento/Creación
La madre de Namorita, Namora, fue la prima de Namor, y, como Namor, era un híbrido con una fuerza sobrehumana y el poder de volar usando las alas de tobillo en sus pies. A diferencia de Namor, su madre era humana y su padre atlante.
La esterilidad de Namora creó tensiones con su marido Talan. Al conocer a Vyrra, un científico atlante que había sido exiliado por practicar la ciencia prohibida de la clonación, ella le pidió que hiciera un clon de ella para que pudiera dar a luz.
Después de que el clon Namorita nació, Talan fue asesinado por una explosión atómica. Por consiguiente, Namora crio a la niña en Lemuria. Namora conoció su (supuesta) muerte a manos de Llyra, su rival por el amor de un príncipe lemuriano. Namora no reveló a su hija que era un clon antes de su muerte.
Llyra y Byrrah, otro primo de Namor, decidieron desplegar a Namorita en un complot contra Namor, amenazando con que iban a destruir el cuerpo aparentemente muerto (pero en realidad sólo congelado) de Namora, si ella no atraía a Namor a una trampa. En su primer encuentro con Namor desde que alcanzó la adolescencia, fue capturada por Byrrah, pero rescatada por Namor. Namor y Namorita finalmente se unirían para derrotar a Llyra y Byrrah. Ella reveló su pasado a Namor, y desarrolló un enamoramiento con Namor, y convenció a Namor para dejar a Byrrah libre. Ella visitó por primera vez Nueva York. Namor presentó a la niña a su vieja amiga Betty Dean Prentiss, a quien Namorita finalmente consideraría una tutora y segunda madre - ella fue por el nombre de Prentiss mientras estaba en el mundo de la superficie. (Betty Prentiss finalmente sería asesinada por el Dr. Lemuel Dorcas, enemigo de Namor.)
Namorita rescató a un Wundarr ahogado, y lo rescató de su pueblo, los Dakkamitos. Ella lo dejó con la Cosa como un tutor, y se convirtió en tutora de Wundarr por un tiempo. Namorita fue secuestrado posteriormente por Llyra, que casi tuvo éxito en engañar a Namor con matarla. Sin embargo, en vez de eso, Namorita fue rescatada por él.

### Los Nuevos Guerreros
Algún tiempo después, Namorita se inscribió en la universidad en Universidad Empire State. Durante un viaje, se vio obligada a luchar contra el viejo enemigo de los Cuatro Fantásticos, Terrax. Ella se unió a otros cinco jóvenes superhéroes, y después que Nita y Nova sometió a Terrax al cortar su contacto con el suelo, los seis formaron los Nuevos Guerreros. Cuando Namor decidió iniciar un imperio financiero poco tiempo después, Nita se le unió como miembro de la junta de Oracle, Inc. Alrededor de Namor, Namorita siempre fue respetuosa, pero alrededor de los Guerreros ella actuaba dura.
Namorita, como una Nueva Guerrera, ayudó a Thor a combatir a Juggernaut. Ella se vio engullida y posteriormente rescatada de Sluj por Namor. Ella y sus compañeros Guerreros lucharon primero contra Psionex, luego lucharon contra el tercer Ladrón de Estrellas y viajó al Área Azul de la Luna, donde se encontraron con la Familia Real de Inhumanos y el Vigilante. Namorita fue derrotada por los neonazis en Berlín. Ella escapó a Inglaterra, donde se reunió con Jacqueline Crichton y Union Jack, y lucharon con la Mujer Guerrera. Luego descubrió que era un clon. Después de ser severamente golpeada por el eliminador conocido como Erizo de Mar, primero cambió su traje de baño verde usual por una armadura atlante, entonces venció sólidamente al Erizo en una revancha.
Cuando el fundador del equipo Destructor Nocturno se tomó un descanso de los Guerreros, Namorita dirigió el equipo. Sin embargo, el estrés de dirigir a los Guerreros, la revelación de su naturaleza clonada y gobernar Atlantis durante la ausencia de Namor resultaron ser demasiado para ella. Ella se embriagó en un club nocturno y se fue con el líder de la banda Memorias Venenosas, que quería obtener venganza contra los Guerreros. Él robó información del apartamento de Namorita, que fue utilizada para secuestrar a muchos de los miembros de la familia de los Guerreros. Después de que los miembros supervivientes de la familia fueron rescatados, la culpa de Namorita sobre el incidente la obligó a dejar los Guerreros.
Namorita regresó a Atlantis, sólo para que le nieguen la entrada como los atlantes descubrieron su naturaleza de clon. Esto parecía ser el catalizador final para Nita. Una sobre-saturación de oxígeno, junto con el ADN que Vyrra empalmó en ella en el momento de su creación, la llevó a transformarse en una versión más cercana de los atlantes originales. Debido a esto, Namorita se dio el nombre Kimera. Mientras luchaba al lado de los Guerreros, ella fue capturada y le lavó el cerebro una organización terrorista, sólo para ser rescatada por el Destructor Nocturno (que recibió un aviso del Pensador Loco).
En una ocasión, Namorita se cubrió de furúnculos llenos de pus. Su amante Nova la vio en ese estado y no habló a tiempo para asegurarle a la emocionalmente vulnerable Namorita que sus sentimientos hacia ella no habían cambiado. Su vacilación la mandó por la borda, y ella se fue. Una Namorita cabizbaja se fue a tomar una ducha y, para su sorpresa, su piel volvió a su tono rosado original. Ella también perdió sus orejas puntiagudas, sus manos reticuladas y sus ojos negros vidriosos. Tras esta transformación, Namorita continuó mutando y desarrolló nuevos poderes. Ella descubrió que podía segregar ácido ardiente o una toxina paralizante y podía hacerse transparente. Después de su ruptura con Nova, Namorita salió brevemente con Johnny Storm (la Antorcha Humana), y cogobernó Atlantis en un Consejo de Tres con el Señor de la Guerra Seth y la guerrera Andrómeda. En última instancia, Namorita y Nova llegaron a un acuerdo sobre la ruptura.

### Guerra Civil
Namorita estaba entre los cuatro Nuevos Guerreros cuyas acciones provocaron la reacción pública en contra de los superhéroes enmascarados que están en el centro de la Guerra Civil de Marvel. Los Nuevos Guerreros están tratando de filmar un reality show, y encuentran cuatro villanos en la Lista de los Más Buscados del FBI, a quienes atacan. Chocando a Nitro contra un autobús escolar, Namorita se burló de él hasta que él causó una explosión masiva. Namorita estaba a un pie de Nitro cuando explotó, matando a 612 personas.
Posteriormente, fue catalogada como "fallecida" en el sitio web que revela las identidades secretas de los miembros supervivientes de los Nuevos Guerreros, y Bola Veloz luego es confirmado como el único sobreviviente de la explosión.
Tres atlantes encubiertos localizan a Nitro bajo las órdenes de Namor para vengar el asesinato de un miembro de la Familia Real Atlante. Cuando la Mujer Invisible pide ayuda del Príncipe Namor, él le dice que la única razón por la que podría ayudar es debido a la muerte de Namorita, y ya se ha vengado.
Los restos de Namorita, junto con los de Dwayne y Microbio, luego son recuperados por los Nuevos Guerreros y el equipo Contra-Iniciativa de Justicia, y se les da un entierro apropiado. Durante el viaje de Hércules a los infiernos, Namorita fue vista en Érebo apostando por su resurrección.

### Reino de Reyes
En Nova, una Namorita desplazada en el tiempo fue rescatada por un Nova desplazado en el tiempo dentro de la Falla, habiendo sido llamada junto a versiones desplazadas en el tiempo de Mister Fantástico, Rayo Negro y Halcón Oscuro por la Esfinge para combatir a su yo más joven. A través de algún tipo de paradoja después de que Nova derrotó a la Esfinge una vez más, Namorita es llevada a su presente.

### Thanos Imperative
Mientras que tiene un ajuste lento a su renacimiento, Namorita fue secuestrada por los Revengadores, un facsímil de los Vengadores procedentes del Cancerverso, después de determinar que ella era una anomalía cuántica. Más tarde fue rescatada por Nova, y lloró su muerte después de que él y Star-Lord se quedaron en el Cancerverse colapsando para contener a Thanos. Como parte del esfuerzo contra el Cancerverse, se unió a una versión antigua de su antiguo aliado Vance Astrovik, también conocido como Major Victory.

## Poderes y habilidades
Namorita es un clon genéticamente alterado de su madre, una miembro mutante de la rama evolutiva de la raza humana llamada Homo Mermanus. Los poderes de Namorita vinieron de ser una híbrido de las fisiologías homo mermanus atlante y homo superior mutante. Como tal, tiene fuerza sobrehumana y durabilidad, y todos sus atributos físicos aumentan aún más mientras está inmersa en el agua. Los atributos físicos de Namorita disminuyen cuanto más tiempo pasa fuera del agua; el contacto renovado con el agua inmediatamente los restituye a su punto máximo. Ella tenía la habilidad de sobrevivir bajo el agua durante períodos indefinidos, y especialmente desarrolló visión que le dio la habilidad de ver claramente en las oscuras profundidades del océano. Ella tenía una relación empática limitada con Namor el Hombre Submarino y como él y su madre ella tenía alas en los tobillos y con ellas el poder del vuelo. A diferencia de su madre o Namor tenía algunos poderes adicionales que parecen estar relacionados con su estado emocional provocando genes latentes atlantes. Ella fue capaz de segregar ácido corrosivo o toxinas paralizantes de su piel y poseía una especie de camuflaje anfibio. Namorita tenía la habilidad de cambiar el color de su piel como camuflaje (el efecto fue tan convincente que parecía como si podía en verdad volverse invisible).
Namorita fue entrenada en los métodos atlantes del combate cuerpo a cuerpo y con armas. Habla Inglés, atlante y lemuriano. A veces lleva una armadura atlante de batalla de composición desconocida.

## Otras versiones

### Marvel 1602
En Marvel 1602, Namorita fue llamada Rita aquí y era la hermana de Numenor (la versión de esta realidad de Namor) y vive en Bensaylum (la versión de esta realidad de Atlantis).

### What If?
Tras la desaparición de la Patrulla X en la historia de What If? "¿Qué pasaría si la Patrulla X muriera en su primera misión?", Namorita se une al equipo de héroes mutantes apresuradamente formado de Bestia - consistente en ella, Theresa Cassidy (quien se nombró Banshee en honor a su difunto padre), Rahne Sinclair, James Proudstar, la Bruja Escarlata y su hermano Quicksilver - para combatir al Conde Nefaria y sus Ani-Hombres, y al final se une al nuevo equipo Patrulla X.

## En otros medios

### Televisión
- Namorita aparece en la serie de 1981, Las nuevas aventuras de Spider-Man, en el episodio Ira del Hombre Submarino. Ella termina enferma por la contaminación provocada por Kingpin.

### Videojuegos
- Namorita aparece como un PNJ en el videojuego Marvel: Ultimate Alliance con la voz de April Stewart.[30] Luego de que la gente de Atlantis toma la ciudad, ella envía una llamada de ayuda cuando secuestran a su primo Namor. Mientras Namor está herido, ella actúa como una guía para el jugador a través del nivel de Atlantis. Tiene un diálogo especial con Hombre de Hielo.
- Namorita aparece como un PNJ en Marvel: Ultimate Alliance 2 otra vez con la voz de April Stewart. Tony Stark ve el reality show de los Nuevos Guerreros en televisión. Cuando muestra a Namorita acabando con Nitro, ella termina víctima de su enorme explosión.

### Mercancía
Varios artículos han sido comercializados con Namorita. En junio de 2007, Wizkids comercializó a través de su línea Avengers una estatuilla con tarjeta de Namorita HeroClix. Namorita apareció en Marvel Universe Trading Cards - Serie 1 (1990, tarjeta # 85), Serie 2 (1991, tarjeta # 156), Serie 3 (1992, tarjetas # 49 y 174), Serie 4 (1993, tarjeta # 22), y Serie 5 (1994, tarjeta # 167). Namorita también se incluyó en una serie de camisetas, carteles y grabados de arte con Nuevos Guerreros.